# Rewa F.C.
Câu lạc bộ bóng đá Rewa là câu lạc bộ bóng đá bán chuyên Fijian có trụ sở tại Nausori, chơi ở giải bóng đá quốc gia. Sân nhà của Rewa là Vodafone Ratu Cakobau Park
Rewa là một câu lạc bộ khá thành công tại Fiji. Họ đã giành được nhiều giải đấu trong suốt lịch sử của họ nhưng chưa bao giờ giành chức vô địch quốc gia.

## Lịch sử
Hiệp hội Bóng đá Rewa hiện nay bao gồm hơn 42 câu lạc bộ. Câu lạc bộ bóng đá đã làm tốt trong thời gian gần đây, chiến thắng giải đấu Giants of Giants năm 2003 và 2004. Trên tất cả các chiến thắng hay thất bại, Rewa đã nhận được sự ủng hộ mạnh mẽ từ cổ động viên của họ và họ rất có tiếng nói.
Rewa vượt qua vòng loại cho lần đầu tiên tham gia Giải vô địch các câu lạc bộ châu Đại Dương 2017.

## Thành tích
- Giải bóng đá vô địch liên quận: 9

1938, 1939, 1943, 1944, 1947, 1955, 1972, 2001, 2010
- Battle of the Giants: 7

1994, 2003, 2004, 2010, 2011, 2014, 2015,2017
- Cúp bóng đá Fiji: 2

2011, 2017
- Champion versus Champion: 1

2011
- Fiji Games: 1

1994 (Đoạt huy chương Vàng)
- Giải trẻ Quốc gia: 4

2012, 2013, 2014, 2015 (Thất bại trong 7 năm)